# John Boogers
John Boogers (Dordrecht, 1947 – 2004) was een Nederlands korfballer en korfbalcoach. Als speler speelde hij voor het Dortse Deetos. Boogers kwam uit een ware korfbalfamilie; zo speelde hij samen in het 1e team van Deetos met zijn oudere zus Coby Boogers en zijn echtgenote Elize Boogers. Van beroep was hij sportdocent.

## Spelerscarrière
Boogers begon op 9-jarige leeftijd met korfbal, bij Deetos. In seizoen 1965-1966 maakte hij, op 18-jarige leeftijd zijn debuut in het 1e team van de club.
Deetos speelde in de Hoofdklasse, het hoogste Nederlandse niveau. Boogers viel al snel op vanwege zijn aanvallend vermogen, iets waardoor hij al in 1966 werd geselecteerd voor het Nederlands team. Met Deetos speelde hij in de jaren '60 in de middenmoot van Nederland.
In de begin jaren '70 had Deetos het lastig. Zo degradeerde Deetos in seizoen 1970-1971 in beide competities uit de Hoofdklasse. Zodoende werd Boogers ook niet meer geselecteerd voor Oranje, aangezien je daarvoor in de Hoofdklasse moest spelen.
Deetos speelde 1 jaar in de veldcompetitie in de Overgangsklasse en werd daarin meteen kampioen, om zo in seizoen 1972-1973 weer in de Hoofdklasse uit te komen.
In dit seizoen wist Deetos zich ternauwernood te handhaven in de Hoofdklasse door de op de 8e plaats te eindigen.
Echter ging het alweer mis in het volgende seizoen, 1973-1974. Deetos verzamelde slechts 11 punten in de veldcompetitie en degradeerde terug naar de Overgangsklasse.
Vanaf midden jaren '70 kreeg de ploeg een andere koers. Zo werd Jan Wals in 1974 de nieuwe hoofdcoach en werd de selectie van Deetos beter met spelers zoals Wim Peetoom.
In het eerste jaar onder coach Wals werd Deetos in de zaal kampioen en promoveerde het terug naar de Hoofdklasse.
Zo speelde Deetos in seizoen 1975-1976 in de zaal weer in de Hoofdklasse en deed de ploeg wat bijzonders. In het eerste seizoen terug in de hoogste competitie wist Deetos gedeeld nummer 1 te worden.
Via een beslissingsduel werd beslist welke ploeg eerste zou worden en dus finalist zou worden. Deze wedstrijd werd gespeeld op donderdag 4 maart 1976 op dezelfde locatie als de finale, namelijk Ahoy, Rotterdam. De wedstrijd werd gewonnen door Ons Eibernest met 8-7.
Ook wist de ploeg in de veldcompetitie terug te promoveren naar de Hoofdklasse, waardoor Deetos vanaf 1976 weer in beide competities in de Hoofdklasse speelde.
Ook in seizoen 1976-1977 kwam de ploeg 1 punt tekort om zich te plaatsen voor een plek in de zaalfinale.
In seizoen 1979-1980 was het wel raak voor Boogers en Deetos. Allereerst had Deetos een nieuwe hoofdcoach gekregen, namelijk Anton Mulders. In de zaal werd de ploeg 1e in de Hoofdklasse A, waardoor het zich plaatste voor de zaalfinale. De finale werd een Drechtsteden-derby, want PKC was de tegenstander. De wedstrijd eindigde gelijk en er moest verlengd worden. Ook na de verlenging was er geen winnaar, waardoor de wedstrijd werd beslists door strafworpen. In deze eindstrijd won Deetos, waardoor het Nederlands zaalkampioen was geworden.
In seizoen 1980-1981 was er een wisseling van de wacht. Dit was het laatste seizoen van Boogers in het 1e team, maar jongeling Erik Wolsink maakte zijn debuut. 
Ook in dit seizoen deed Deetos het goed en plaatste het zich voor de zaalfinale. Dit maal was het Amsterdamse Allen Weerbaar de tegenstander. In een spannende finale won Allen Weerbaar met 10-9, waardoor Deetos was onttroond als zaalkampioen. In de veldcompetitie werd Deetos 2e, net achter PKC, waardoor Boogers geen afscheid kon nemen met een titel.

## Erelijst als Speler
- Nederlands kampioen zaalkorfbal, 1x (1980)

## Oranje
In 1966 werd Boogers voor het eerst geselecteerd voor het Nederlands korfbalteam.
Hij speelde 12 officiële interlands, waarvan 9 op het veld en 3 in de zaal.

## Coachingscarrière
Na zijn carrière als speler werd Boogers coach.

### Deetos
Zijn eerste grote klus als hoofdcoach kwam in 1986, toen Jan Wals afscheid nam als coach bij Deetos. De ploeg klopte bij Boogers aan om de ploeg op zich te nemen.
Al in zijn eerste seizoen (1986-1987) kreeg de club een klap te verwerken, aangezien sterspeler Erik Wolsink besloot de club te verlaten. Hierdoor kreeg de ploeg het lastig en eindigde Deetos in dit seizoen in de lage middenmoot.
In het volgende seizoen, 1987-1988 deed de ploeg het beter. Met jonge spelers zoals Oscar Mulders en Hans Leeuwenhoek had de ploeg potentie om het gemis van Wolsink op te vangen.
Boogers bouwde aan een solide team en werd in dit seizoen in de zaal 3e en op het veld 5e. Na deze 2 seizoenen nam Boogers afscheid als hoofdcoach en werd Anton Mulders de nieuwe hoofdcoach die verder kon bouwen op het jonge team.

### KOAG
Van 1988 t/m 1991 was Boogers hoofdcoach bij CKV KOAG, een ploeg uit Krimpen aan de IJssel. Deze ploeg speelde niet in de Hoofdklasse.

### Kortstondige return bij Deetos
In 1992 had oud teamgenoot en hoofdcoach bij Deetos Wim Peetoom het lastig. Peetoom was bezig met seizoen 1992-1993 toen hij in december 1992 besloot te stoppen. Boogers werd gevraagd het seizoen als interim hoofdcoach af te maken. 
Boogers kon meteen aan de slag, want in januari 1993 speelde Deetos in de Europacup van 1993. De ploeg doorliep de poulefase en kwam in de finale het Belgische Catba tegen. Met deze tegenstander had Deetos nog een appeltje te schillen, want in de Europacup finale van 1 jaar eerder had Deetos nog verloren van Catba. Hierdoor was Deetos gebrand om de titel te heroveren. In een moeizame finale won Deetos wel met 10-9.
In de eigen competitie hield Boogers de ploeg in de race. Deetos bleef de concurrent in de zaalcompetitie voor en plaatste zich zo voor de zaalfinale. In de finale won Deetos van PKC met 13-12.
Ondanks de Europacup en zaaltitel kon Boogers niet aanblijven als hoofdcoach en werd Jan Sjouke van den Bos aangesteld als nieuwe vaste hoofdcoach.

## Erelijst als Coach
- Nederlands kampioen zaalkorfbal, 1x (1993)
- Europacup kampioen zaalkorfbal, 1x (1993)